# Kalînivka, Kozelșciîna
Kalînivka (în ucraineană Калинівка) este un sat în comuna Olenivka din raionul Kozelșciîna, regiunea Poltava, Ucraina.

## Demografie
Componența lingvistică a localității Kalînivka
     Ucraineană (97,56%)
     Rusă (2,44%)
Conform recensământului din 2001, majoritatea populației localității Kalînivka era vorbitoare de ucraineană (97,56%), existând în minoritate și vorbitori de rusă (2,44%).